# João Mário
João Mário Naval da Costa Eduardo vagy egyszerűen João Mário (Porto, 1993. január 19. –) portugál válogatott labdarúgó, a Beşiktaş játékosa. Testvére, Wilson Eduardo a Belenenses játékosa.

## Sikerei, díjai
- Sporting CP
  - Portugál bajnok : 2020–21
  - Portugál kupa : 2014–15
  - Portugál ligakupa: 2020–21
  - Portugál szuperkupa: 2015

- Benfica
  - Portugál bajnok : 2022–23
  - Portugál szuperkupa: 2023

- Portugália
  - Európa-bajnok: 2016